# Département de San Vicente
Pour les articles homonymes, voir San Vicente.
San Vicente est un département, situé au centre du Salvador. Sa capitale est San Vicente. Sa superficie est de 1 184 km2, pour une population d'environ 230 205 habitants dans le département.

## Histoire
La ville de San Vicente, future capitale départementale, est fondée en 1635 par les Espagnols.
Le département est quant à lui créé en 1824 lors de l'indépendance du Salvador et englobait les actuels départements de San Vicente, de Cabañas et de La Paz.

## Municipalités

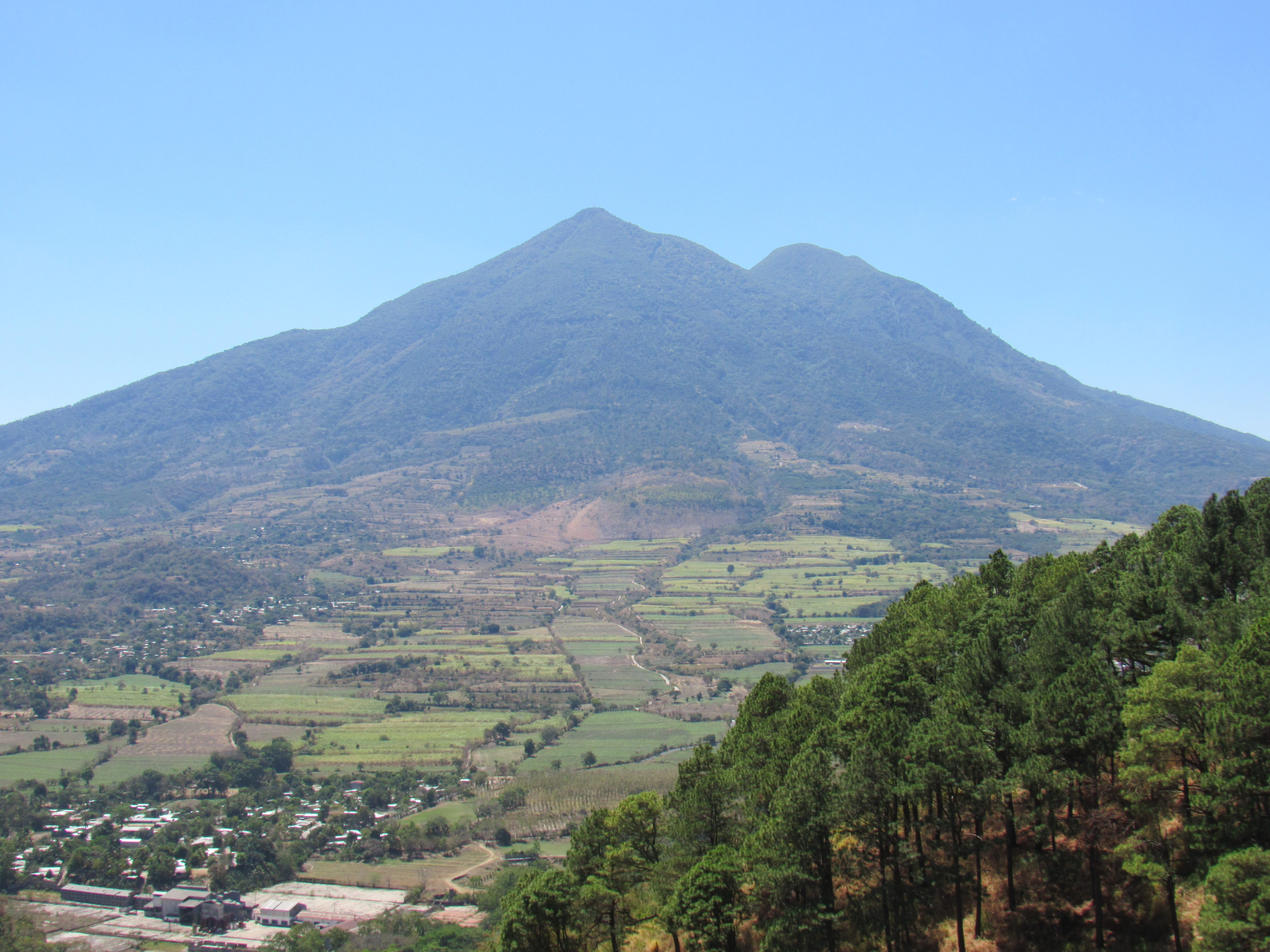
Volcan de San Vicente

1. Apastepeque
2. Guadalupe
3. San Cayetano Istepeque
4. San Esteban Catarina
5. San Ildefonso
6. San Lorenzo
7. San Sebastián
8. San Vicente
9. Santa Clara
10. Santo Domingo
11. Tecoluca
12. Tepetitán
13. Verapaz